# 若栗村
若栗村（わかぐりむら）は、かつて富山県下新川郡にあった村。

## 沿革
- 1889年（明治22年）4月1日 - 町村制の施行により、下新川郡若栗村、舌山新村、下垣内新村、布施山開大越野村及び熊野新村の区域の一部の区域をもって、下新川郡若栗村が発足する。
- 1940年（昭和15年）2月11日 - 下新川郡三日市町、石田村、田家村、村椿村、大布施村、前沢村、荻生村及び若栗村が合併して、下新川郡桜井町が発足する。

## 歴代村長
出典→
1. 小川良磨（1889年8月25日 - 1893年8月24日）
2. 横田栄純（1893年8月31日 - 1895年3月30日）
3. 辻武夫（1895年4月20日 - 1898年4月20日）
4. 西田作郎（1898年6月15日 - 1909年4月10日）
5. 寺田作次郎（1909年4月24日 - 1914年11月12日）
6. 西田武右衛門（1914年12月11日 - 1923年3月16日）
7. 西田厚良（1923年4月14日 - 1934年2月6日）
8. 西田康之助（1934年2月10日 - 1936年4月25日）
9. 上田長次郎（1936年6月15日 - 1940年2月11日）